# بیگ وت اسیز
بیگ وت اسیز (انگلیسی: Big Wet Asses) نام یک سری فیلم پورنوگرافی از استودیوی الگانت آنجل است. این سری بیست و چهار قسمت دارد و مرتباً گسترش می‌یابد. این سری توانسته است جوایزی همچون جایزه ای‌وی‌ان، جایزه ایکس‌آرسی‌او و جایزه نایت‌مووز را برنده شود. موضوع اصلی این سری فیلم سکس مقعدی است.